# Tall tèrmic
El tall tèrmic és un procés de mecanització pel qual un potent doll d'aire a pressió escombra el metall de la zona de tall, fos per Oxitall o Tall per plasma.

## Tall per arc-aire
El tall per arc-aire és un procés de mecanització pel qual un potent doll d'aire a pressió escombra el metall de la zona de tall, fos per efecte d'un arc elèctric provocat amb un elèctrode situat a la part davantera de la zona d'escombrat. L'equipament és el mateix que el necessari per a la soldadura per arc, llevat que el porta-elèctrodes inclou uns orificis per a la sortida de l'aire a pressió, i es necessita per tant un cabal addicional d'aire comprimit. Les mesures de seguretat a mantenir per a l'ús i manteniment d'aquests equips de tall són les mateixes que per als de soldadura elèctrica. Els elèctrodes a utilitzar estan compostos en un 90% per grafit i la resta de carboni, recoberts per una fina capa de coure té com a missió facilitar el pas de corrent i evitar la corrosió de la peça que pogués ser provocada pel raig d'aire.
Aquest aire ha de ser completament sec i molt cabalós, per la qual cosa es precisa de potents compressors que el filtrin i proporcionin un volum d'entre 700 i 1.000 litres per minut, el que manté una pressió de treball de 6 kg/cm2. Es necessita principalment de corrent continu amb polaritat inversa. La primera evidència d'aquest tall, és que en ser necessari establir un arc elèctric, el material a tallar ha de ser necessàriament conductor, el que redueix la seva aplicació a la gamma de metalls emprats en caldereria (acer, ferro colat, magnesi, alumini). El seu principal avantatge és que la seva naturalesa d'arc i gràcies al seu escombrat d'aire el converteixen en un sistema ideal per a realitzar neteges i aixecar cordons de soldadura.